# Cleopatra Coleman
Cleopatra Coleman (Sydney, 29 ottobre 1987) è un'attrice australiana.

## Biografia
Nata a Wentworth Falls, vicino a Sydney, da Turquoise, di origine giamaicana, e Mick Coleman, australiano. Inizia nel 2004 in uno spot televisivo e nella serie televisiva Silversun, nel ruolo di Zandie Brakow. È anche una ballerina professionista, apparendo nello spettacolo The Rocky Horror Stage Show, nella versione australiana di Dancing with the Stars e nel varietà sportivo legato al rugby The Footy Show. Nel 2006 interpreta Glenn Forrest nella longeva soap opera Neighbours. Negli anni successivi recita come guest in diverse serie televisive australiane. Nel 2010, passa tre mesi a Los Angeles dove partecipa a vari stage teatrali, per poi tornare in Australia dove partecipa come guest alla serie Rush. Nel 2011 scrive e co-dirige il cortometraggio Trains, prodotto dalla Coleman/Coleman Productions, fondata dall'attrice assieme al padre. Nel 2012 è in Step Up Revolution nel ruolo di Dj Penelope, per poi essere presente nei video musicali di Nervo ("You're Gonna Love Again"), Far East Movement ("Change Your Life") e Galantis ("You"). Dal 2015 al 2018 è nel cast di The Last Man on Earth, nel ruolo di Erica.

## Filmografia

### Cinema
- Step Up Revolution, regia di Scott Speer (2012)
- Fear Clinic, regia di Robert Hall (2014)
- L'autostrada (Take the 10), regia di Chester Tam (2017)
- All'ombra della luna (In the Shadow of the Moon), regia di Jim Mickle (2019)
- James vs .His Future Self, regia di Jeremy Lalonde (2019)
- Piscina infinita (Infinity Pool), regia di Brandon Cronenberg (2023)
- Cobweb, regia di Samuel Bodin (2023)
- Rebel Moon - Parte 1: Figlia del fuoco (Rebel Moon - Part One: A Child of Fire), regia di Zack Snyder (2023)
- Rebel Moon - Parte 2: La sfregiatrice (Rebel Moon - Part Two: The Scargiver), regia di Zack Snyder (2024)

### Televisione
- Silversun – serie TV, 23 episodi (2004)
- Blue Heelers - Poliziotti con il cuore (Blue Heelers) – serie TV, episodio 12x08 (2005)
- Primal Park - Lo zoo del terrore (Attack of the Sabretooth), regia di George Trumbull Miller – film TV (2005)
- Holly's Heroes – serie TV, 2 episodi (2005)
- Geni per caso (Wicked Science) – serie TV, 18 episodi (2006)
- Neighbours – serie TV, 13 episodi (2006-2007)
- Elephant Princess – serie TV, 7 episodi (2008-2009)
- City Homicide – serie TV, episodio 3x08 (2009)
- Rush – serie TV, episodio 3x17 (2010)
- The Last Man on Earth – serie TV, 57 episodi (2015-2018)
- Comedy Bang! Bang! – serie TV, episodio 4x31 (2015)
- Sorry for Your Loss – serie TV, episodio 2x02 (2019)

## Doppiatrici italiane
Nelle versioni in italiano delle opere in cui ha recitato, Cleopatra Coleman è stata doppiata da:
- Benedetta Degli Innocenti in All'ombra della luna
- Eva Padoan in Cobweb
- Valentina Favazza in The Last Man on Earth